# Teodora Bloj
Teodora Adriana Bloj (Marosvásárhely, 1986. január 31. –) román kézilabdázó, átlövő, a ASC Corona Brașov játékosa.

## Pályafutása

### Klubcsapatokban
Teodora Bloj hétéves korában kezdett kézilabdázni, a sportág alapjait a Marosvásárhelyi Sportiskolában sajátította el. 2004-ben, tizennyolc éves korában Magyarországra szerződött és a Szeged KKSE játékosa lett. Ezt követően játszott még a Hódmezővásárhely LKC csapatában mielőtt 2008-ban a Siófok szerződtette volna. Négy szezont töltött a Balaton-parti városban, a 2011-2012-es idény végén pedig bronzérmet szerzett a csapattal, ami a klub addigi legnagyobb sikere volt.
2012. július 3-án szerződtette a német TuS Metzingen. Sérülései miatt nem tudott csapata segítségére lenni, így távozott és a HSG Pforzheimben folytatta pályafutását. 2015 áprilisában hazatért Romániába és szülővárosának csapatába, a Mureșul Târgu Mureșben kézilabdázott a szezon végéig. Ezt követően aláírt a HC Zalăuhoz, ahol ugyancsak két idényt töltött. 2017 nyara óta a ASC Corona Brașov játékosa.

## Sikerei, díjai
- Magyar bajnokság:
  - bronzérmes: 2011-2012
- Román bajnokság:
  - bronzérmes: 2016-2017